# Canacea macateei
Canacea macateei är en tvåvingeart som beskrevs av Malloch 1924. Canacea macateei ingår i släktet Canacea och familjen Canacidae. Inga underarter finns listade i Catalogue of Life.